# Lengpui
Lengpui is een census town in het district Mamit van de Indiase staat Mizoram. 

## Demografie
Volgens de Indiase volkstelling van 2001 wonen er 2423 mensen in Lengpui, waarvan 51% mannelijk en 49% vrouwelijk is. De plaats heeft een alfabetiseringsgraad van 80%. 